# Branchinella kugenumaensis
Branchinella kugenumaensis är en kräftdjursart som först beskrevs av Ishikawa 1895.  Branchinella kugenumaensis ingår i släktet Branchinella och familjen Thamnocephalidae. Inga underarter finns listade.